# Mihály Vajda

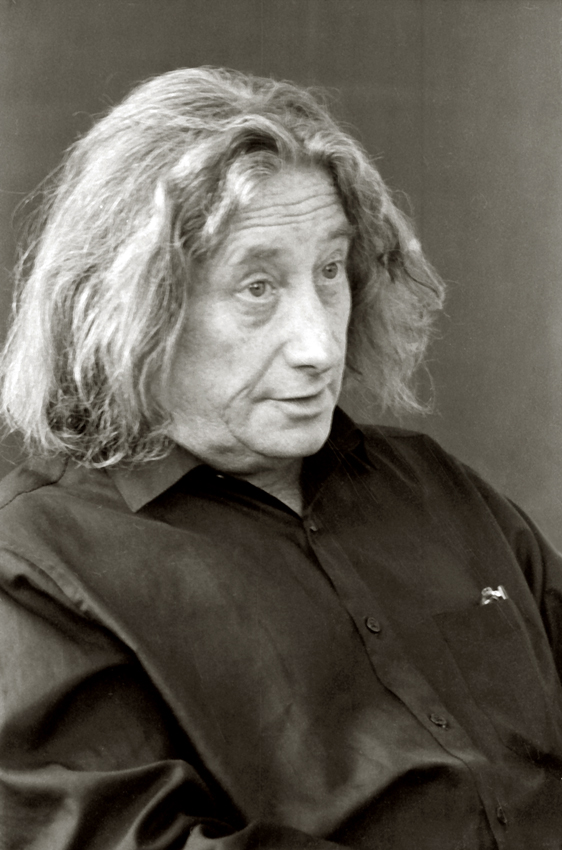
Mihály Vajda

Mihály András Vajda (* 10. Februar 1935 in Budapest; † 27. November 2023) war ein ungarischer Philosoph und Germanist. Er war Mitglied der Ungarischen Akademie der Wissenschaften und bis zu seiner Emeritierung Professor für Philosophie an der Kossuth-Lajos-Universität in Debrecen.

## Leben
Der in Budapest lebende Mihály Vajda war neun Jahre alt, als deutsche Truppen im Zweiten Weltkrieg im März 1944 Ungarn besetzten. Während in ganz Ungarn im Laufe des Jahres 1944 nahezu vierhunderttausend Juden zusammengetrieben, nach Auschwitz abtransportiert und dort ermordet wurden, überlebte die Mehrheit der Budapester Juden den Holocaust: Wegen der Umzingelung von Budapest durch die russische Armee konnten sie nicht mehr deportiert werden.
Mihály Vajda schloss sich schon als Jugendlicher der kommunistischen Bewegung an. Nach anfänglichem Chemie-Studium wechselte er zum Studium des Marxismus und – als ihm ein Jahr nach Stalins Tod († 1953) erste Zweifel kamen – zur Philosophie. Hier fand er gute philosophische Lehrer, die als überzeugte Marxisten in Gegnerschaft zur Staatsideologie standen. Aus dieser Sicht verstand der junge Vajda auch die ungarische Revolution von 1956 als einen Befreiungsversuch zu einem wahren Sozialismus. Nach ihrer Niederschlagung schloss er sich nur noch dichter der Budapester Schule um Georg Lukács an. Erst nach den Liberalisierungen in den 1960er Jahren erhielt Vajda eine wissenschaftliche Mitarbeiterstelle an der Ungarischen Akademie der Wissenschaften, und er konnte sich so auf seine Dissertation zur Phänomenologie von Edmund Husserl konzentrieren. Die Arbeit erschien 1968.
1973 verloren die Mitglieder der Budapester Schule als ideologische Abweichler ihre Stellen und bekamen Publikationsverbot. Einige Mitglieder der Gruppe – so auch Mihály Vajda – verließen Ungarn. Vajda wechselte als Gastprofessor mehrmals die Universitäten: Zunächst lehrte er an der Universität Bremen, danach an der New School for Social Research in New York sowie an der Trent University in Peterborough in Kanada und schließlich an der Universität Siegen. Erst 1989 wurde Mihály Vajda in Ungarn offiziell rehabilitiert und auf den Lehrstuhl für Philosophie der Kossuth-Lajos-Universität in Debrecen berufen. Hier war er von 1996 bis 2000 Direktor des Instituts für Philosophie, und er wurde zum Mitglied der Ungarischen Akademie der Wissenschaften ernannt. 2004 nahm Vajda die Franz-Rosenzweig-Gastprofessur an der Universität Kassel an.
Die Universität Debrecen verlieh 2007 Vajda den Ehrendoktor. 2017 gab er den Titel zurück, weil die Universität den russischen Präsidenten Wladimir Putin ausgezeichnet hatte. Er verstarb am 27. November 2023.

## Schriften (Auswahl)
- Wissenschaft „in Klammern“. Zur Kritik der Wissenschaftsauffassung der Husserlschen Phänomenologie. (ungarisch), Budapest 1968.
- Fascism as a Mass Movement. London und New York 1976. (übers. ins Franz. 1979).
- Sistemi sociali oltre Marx. Società civile e stato burocratico all’Esti. Mailand 1980.
- The State and Socialism. Political Essays. London und New York 1981.
- Russischer Sozialismus in Mitteleuropa. (ungarisch Budapest 1989, deutsch, Wien 1992).
- Frei nach Marx, oder Warum bin ich kein Marxist mehr?. (ungarisch), Budapest 1990.
- Der Philosoph und die Politik. Über Heidegger und Lukács, in: Kommune. Forum für Politik, Ökonomie, Kultur, 9. Jg., Nr. 8 (August) 1991, S. 6–11.
- Der postmoderne Heidegger. (ungarisch), Budapest 1993.
- Die Krise der Kulturkritik. Wien 1996.
- Die Budapester Schule. Studien über György Lukács. (ungarisch), Budapest 1997.
- Im Spiegel und Das ist keine Krankheit, eher Gesundheit. In: Wolfdietrich Schmied-Kowarzik (Hrsg.): Auseinandersetzungen mit dem zerstörten jüdischen Erbe. Franz-Rosenzweig-Gastvorlesungen 1990–2005. Kassel 2004.
- Wanderung der Botschaft. In: Wolfdietrich Schmied-Kowarzik (Hrsg.): Franz Rosenzweigs „neues Denken“. Internationaler Kongreß Kassel 2004. 2 Bände, Freiburg und München 2006.
- Ethics and Heritage. Essays on the philosophy of Agnes Heller. Herausgegeben gemeinsam mit János Boros. Brambauer, Pécs 2007.
- Meine Gespenster. Essays zur Zeitgeschichte. Herausgegeben von Peter Engelmann. Passagen Verlag, Wien 2016.

## Sekundärliteratur
- Auseinandersetzungen mit dem zerstörten jüdischen Erbe. Franz-Rosenzweig-Gastvorlesungen 1990–2005. Herausgegeben von Wolfdietrich Schmied-Kowarzik, Kassel 2004, S. 167ff.